# Eucryptogona
Eucryptogona is een geslacht van vlinders van de familie Eriocottidae.

## Soorten
- E. secularis Meyrick, 1918
- E. trichobathra Lower, 1901